# Национални парк Монте Леон
Национални парк Монте Леон (шп. Parque Nacional Monte León) је савезно заштићено подручје у провинцији Санта Круз, Аргентина. Основан је 20. октобра 2004. године и њему се налази репрезентативни узорак биодиверзитета степске и патагонске обале у добром стању заштите, као и неколико палеонтолошких налазишта велике вредности. Простире се дуж 36 км јужне обале Аргентинског мора.

## Историја
Пре око 10 000–13 000 година, групе ловаца-сакупљача искористиле су разнолико приобално окружење тог подручја, пуно ресурса хране. Народ Теуелче, потомци првих досељеника, проширили су употребу земљишта, развијајући већу размену са другим, удаљенијим групама. Долазак првих европских насељеника покренуо је велике промене у првобитном становништву: постепено повећање зависности од размене производа и губитак територије проузроковали су миграције ка западу провинције и укључивање првобитних досељеника у руралне задатке. 
Почетком 1876. године, током председавања Николаса Авеланеда и због све веће напетости у вези са покушајима ширења суседног Чилеа над Аргентинском Патагонијом, Буенос Аирес је почео да издаје дозволе за експлоатацију гвана у зони 35 км јужно од реке Санта Круз, где је 17 година раније аргентински командант Луис Пиедрабуена основао предстражу. У априлу је гувернер Пунта Аренаса, Диего Дубле Алмеида, послао топовњачу Magallanes са наређењем да потопи било које аргентинско пловило у том подручју. Чилеанске снаге укрцале су се на француски брод Jeanne-Amelie, уз дозволу Авеланедеове администрације, а његову посаду затвориле, што је инцидент који је погоршао билатералне односе. Две године касније Чиле је поново преузео пловило у Монте Леону: овај пут је то био амерички брод Devonshire, а та акција је обе земље ставила на ивицу рата. 
Франциско П. Морено, природњак и творац аргентинског националног парка и палеонтолог Карлос Амехино истраживали су то подручје крајем 19. века. Почетком 20. века посетио га је и италијански мисионар Алберто Марија Де Агостини. 
Естанциа Монте Леон припадала је компанији за узгој оваца Јужне Патагоније, која ју је експлоатисала као фарму оваца. Продата је 1920. године породици Браун, која је наставила овај посао до 2006. године. Вађење гвана било је исплативо до 1930. 
1996. године предложено је да се Монте Леон укључи у систем националних паркова Аргентине. Франциско Еризе, бивши директор Управе аргентинских националних паркова, препоручио је пројекат Дагласу Томпкинсу, милијардеру бизнисмену и екологу, директору невладине организације за заштиту природе The Conservation Land Trust. 
2000. године, преко НВО Conservación Patagónica, под управом Томпкинсове супруге, Кристине Томпкинс, земљиште фарме је купљено и пренето Fundación Vida Silvestre Argentina (Фондацији дивљег света Аргентине), са захтевом да се то донира у Националну управу националних паркова, процес је завршен 2002. године. Коначно, 20. октобра 2004. Конгрес је одобрио закон о стварању новог националног парка, чиме је Монте Леон постао први морски парк Аргентине.

## Опис
Монте Леон се састоји од високих литица од пешчара, стенских формација, острва, широких плажа испрекиданих уским заливима и пешчаним спрудовима који су откривени при осеци. Обални сектор парка представља око 1% аргентинске копнене обале. 
- Сценографија националног парка Монте Леон
- Монте Кабеза де Леон („Планина главе лава“), стеновита формација по којој је парк добио име
- Пешчане литице изнад плаже у парку
- Плажа при осеци
- Стадо гванака на травњацима

## Клима
Парк има хладну суву или полу-суву (степску) климу са средњом годишњом температуром од 6,8 С. Температуре током зимских месеци могу пасти испод 0 °C, док могу да премаше 30 °C током лета. Просек падавина у парку је 250 мм годишње, а концентрисане су у јесен и зиму. Просечне годишње брзине ветра крећу се између 15 и 20 km/h, мада удари ветра могу достићи и до 100 km/h . 

## Биодиверзитет
Патагонска степа, иако на први поглед неплодна, насељена је великим бројем биљака. 1880. године Карлос Спегацини, оснивач ботанике у Аргентини, идентификовао је неколико до тада непознатих врста трава приликом истраживања подручја у оквиру научне експедиције коју је финансирала Италија. 
Абориџини су користили смолу калафата (Berberis) као неку врсту жвакаће гуме, обичај који су хроничари повезивали са добрим здрављем и чистоћом зуба. Дивљи тимијан се широко користи у локалној кухињи. Неколико других биљних врста пронађених у парку користе се у медицини. Као што је то уобичајено за пустињску климу, оштре зиме често прате спектакуларни цветови шареног цвећа. 
Монте Леон је такође дом за око двадесетак врста обалних и морских птица: више врста пингвина (укључујући Магеланове пингвине, од којих је у парку четврта по величини колонија у Аргентини, са око 60.000 јединки), три врсте корморана (корморан са црвеним ногама, стеновити и царски чупавац) и велике, не-летеће птице познате као нандуи.
Са обале се може видети и бело, каменито острво, станиште корморана, које има врло занимљиву историју. Острво је годинама било најважније налазиште гвана у земљи. Гвано је коришћено као ђубриво. Од 1870. до око 1960, британски и француски чамци су ово острво обухватали као део своје комерцијалне руте. Ова активност је довела до тога да су корморани готово изумрли у том подручју. Данас се ово станиште опоравља и расте.
Врло велике популације риба пливају хладним морским водама. Парк је такође дом за неколико великих сисара, укључујући и морске лавове, јужне глатке китове, пуме и крда гванакоа. 